# 国鉄ケ210形蒸気機関車
ケ210形は、かつて日本国有鉄道およびその前身である鉄道省等に在籍した、特殊狭軌線用タンク式蒸気機関車である。

## 概要
鉄道省が1922年（大正11年）および1923年（大正12年）に改良事務所向けとして、深川造船所で5両（ケ210 - ケ214）を製造した機関車である。車軸配置0-6-0(C)、サイド・ウェルタンク式の公称15トンといわれるタイプで、運転台やサイドタンクの組み立てに皿鋲を用いて、フラッシュ仕上げとしている。また、加減弁はドームの中に収納され、砂箱も他形式の箱形に対してドーム型で、異なる様式となっている。
落成はケ210 - ケ212が1922年11月 - 12月で3両とも東京第二改良事務所、ケ213, ケ214は1923年9月で神戸改良事務所の配置である。価格は1922年製が11,895円であったが、1923年製は7,930円で、大幅に安くなっている。これは、雨宮製作所との対抗のためであった。
この機関車の経歴において特筆されるのは、後年、本線の土工用に1,067mm(3ft6in)軌間に改造されたことである。それにともない、連結器はピン・リンク式から通常の自動連結器に交換され、動輪直径の縮小や煙突の短縮を行ったものもあったようである。改造後の運転整備重量は18トンであったといわれるが、正式な記録はない。改造の時期は詳らかでないが、1936年（昭和11年）7月に関門トンネル工事のため下関改良事務所が再設置された時期ではないかと推定されている。また、改軌後も改番は行われておらず、「ケ番号」のままであった。改造の対象となったのは、1929年（昭和4年）7月に廃車となったケ212を除く全車である。
移動についての正式な記録は明らかでないが、常に幹線筋で使用されたこともあり、目撃報告も多い。ケ212は大船で放置されているのが実見されており、ケ210が名古屋駅の改築工事で、ケ210, ケ213が下関工事局小森江工事区で、ケ214が大阪工事事務所向日町修理工場でそれぞれ実見されている。
ケ212以外の廃車は、ケ213が1953年（昭和28年）9月、ケ210が1954年（昭和29年）9月、ケ211, ケ214が1954年度中であるが、ケ211についてはすでに1948年（昭和23年）に協三工業で更新工事を実施のうえ、翌年に建設省東北地方建設局へ河川工事用に譲渡されており、このあたりの事務処理の杜撰さは驚くほかない。
施設局（建設局）では全車が車蒸番号を付され、番号順に車蒸46, 車蒸11, 車蒸19, 車蒸47, 車蒸41であった。

## 主要諸元
- 全長：5,976mm
- 全高：3,124mm
- 最大幅：2,100mm
- 軌間：762mm → 1,067mm
- 車軸配置：0-6-0(C)
- 動輪直径：762mm
- 弁装置：ワルシャート式
- シリンダー（直径×行程）：254mm×355mm
- ボイラー圧力：12.2 kg/cm²
- 火格子面積：0.62m²
- 全伝熱面積：29.3m²
- 機関車運転整備重量：15.7t
- 機関車動輪上重量（運転整備時）：15.7t
- 機関車動輪軸重（各軸均等）：5.2t
- 機関車性能
  - シリンダ引張力：3,250 kg
- ブレーキ方式：手ブレーキ、蒸気ブレーキ